# جون سادري
جون سادري (بالإنجليزية: John Sadri)‏ مواليد 19 سبتمبر 1956 في تشارلوت، هو لاعب كرة مضرب أمريكي سابق بدأ مسيرته كمحترف سنة 1976 وكان يلعب باليد اليمنى، اعتزل اللعب في 1987. أعلى تصنيف له في الفردي كان المركز الـ 14 في سنة 1980.

## النهائيات

### الوصافة (1)
| السنة | البطولة           | المنافس في النهائي | النتيجة في النهائي |
| 1979  | أستراليا المفتوحة | جييرمو فيلاس       | 6–7(4), 3–6, 2–6   |

## روابط خارجية
- جون سادري على موقع رابطة محترفي التنس (الإنجليزية)
- جون سادري على موقع الاتحاد الدولي لكرة المضرب (الإنجليزية)
- جون سادري على موقع خلاصة التنس.كوم (الإنجليزية)
- جون سادري على موقع قاعة كارولاينا الشمالية للمشاهير الرياضية (الإنجليزية)